# Edward Słoński
Edward Słoński (ur. 23 października 1872 w Zapasiszkach, zm. 24 lipca 1926 w Warszawie) – polski poeta i prozaik.

## Zarys biograficzny

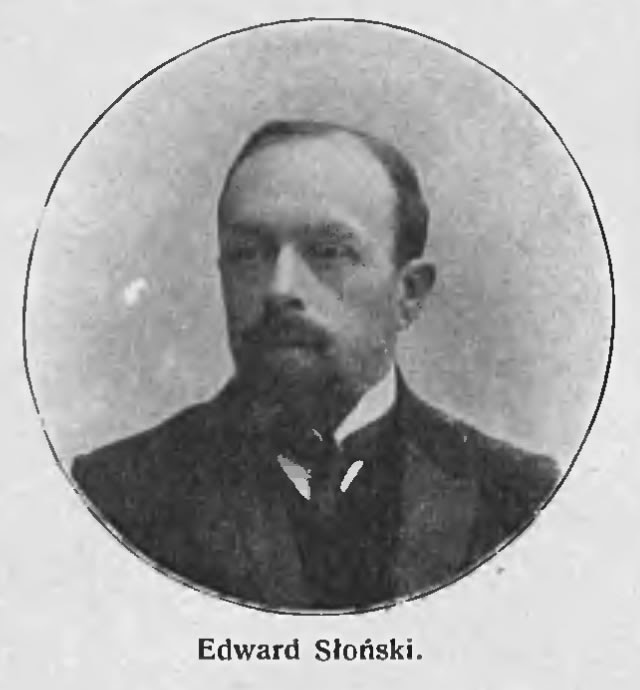
Edward Słoński, 1909.

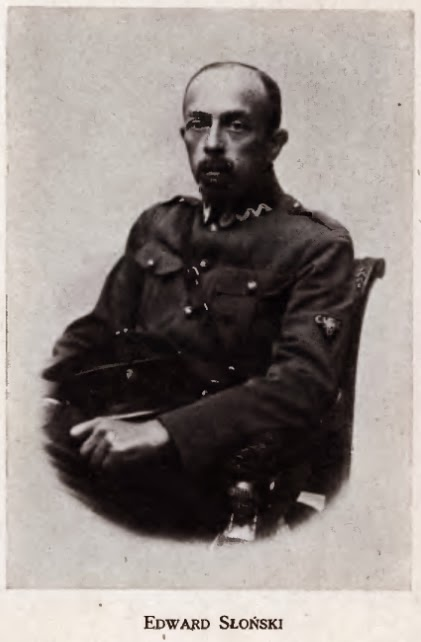
Edward Słoński w mundurze wojskowym, 1920.

Edward Słoński urodził się w Zapasiszkach w powiecie drysieńskim (obecnie Paszeńki na Białorusi). Syn Edwarda Słońskiego i Moniki Grzymałowskiej.
Pobierał nauki w Kazaniu, Wilnie i Warszawie, uzyskując zawód dentysty. Był działaczem Polskiej Partii Socjalistycznej. Za działalność socjalistyczną był zsyłany już w XIX w., potem wielokrotnie aresztowany i więziony w Cytadeli.
Na początku 1915 roku wstąpił do Legionów Polskich, brał udział w wojnie z bolszewikami. Do 1921 roku służył w Wojsku Polskim.
Następnie porzucił swój wyuczony zawód na rzecz pracy literackiej i wydawniczej.
Po ciężkiej chorobie zmarł w biedzie i zapomnieniu w wieku 54 lat w swoim mieszkaniu przy ul. Pięknej w Warszawie. Został pochowany na cmentarzu Powązkowskim (kwatera 233-1-7/8).

## Twórczość
Podczas I wojny światowej tworzył poezję patriotyczną związaną z Legionami. Napisał wówczas popularne wiersze: Ta, co nie zginęła (1914), Idzie żołnierz borem lasem... (1916), Już ją widzieli idącą (1917) oraz Wojenko, wojenko (1917).
W swej twórczości literackiej nawiązywał do romantyzmu, zachęcał do rewolucyjnych przemian społecznych.
Pisał również książki dla dzieci i młodzieży.

## Ważniejsze prace
- Dla mojej Pani 1898
- Z wiosennych dum 1898
- Poezye 1899
- Obłąkany niewydany poemat napisany w 1899 roku
- Poematy: Pieśń, Mary[7] 1901
- Do Boga poemat 1901
- Noc 1902
- Wiesio 1903
- Okruchy 1904
- Pieśń nad pieśniami[8] 1904
- Fragmenty 1905
- Bezimieńce - opowiadania dzisiejsze 1907
- Przebudzenie 1907
- Jeszczem wciąż pełen wiosny 1909
- Z pod szronu[9] 1910
- W więzieniu[10] nowele 1911
- Partia romans rewolucyjny 1911
- Wybór Poezyi 1911
- Powrót 1913
- Niezżęty Kłos[11] 1913
- Jak to na wojence... opowiadania dla dzieci 1915–1916
- Bajka o Białym Orle[12] 1918
- Wybór Poezyi - Ta, co nie zginęła...[13] 1918
- Na progu Polski 1921